# ألان ويلكس
ألان ويلكس (بالإنجليزية: Alan Wilks)‏ هو لاعب كرة قدم بريطاني، ولد في 5 أكتوبر 1946. لعب مع تشيلسي.